# 陈坤盛
陈坤盛（1975年12月—），广西北海市人，大学学历，2000年6月加入中国共产党，1998年8月参加工作。中华人民共和国政治人物。

## 生平
1994年在广西民族学院政治系国际贸易专业学习，1997年毕业，曾长期在合浦县下辖的十字路乡、白沙镇、常乐镇、沙岗镇任职，2019年3月，出任中共合浦县西场镇党委书记。在任期间，在脱贫攻坚战中作出突出贡献，因此在2021年2月25日全国脱贫攻坚总结表彰大会上被授予“全国脱贫攻坚先进个人”荣誉称号。
2021年6月，升任合浦县人民政府副县长。